# Brème bordelière
Blicca bjoerkna
Espèce
Statut de conservation UICN

 LC  : Préoccupation mineure
Synonymes
- Abramis bjoerkna Linnaeus, 1758

La Brème bordelière (Blicca bjoerkna) est une espèce de poissons d'eau douce téléostéens qui vit dans les cours d'eau calmes avec des courants lents et des eaux profondes en Europe.
- Origine du nom : du franc brahsima.
- Description : forme caractéristique d'un plateau plat argenté. Elle mesure de 20 à 35 cm pour un poids de 200 à 300 g, exceptionnellement jusqu'à 3,6 kg, de couleur vert bronze, avec des flancs gris et un ventre blanc. La couleur est souvent plus brillante que celle de la brème commune.

## Écologie
- Habitat : dans les cours d'eau calmes avec des courants lents, dans les lacs et les étangs.
- Mode de vie : poisson grégaire.
- Alimentation : elle change au cours de la vie du poisson, en commençant par le plancton et en passant aux petits mollusques, larves d'insectes, vers, et débris de végétaux. C'est un poisson fouilleur à la bouche protractile. 
Il a été expérimentalement démontré que (comme la brème commune) la brème bordelière peut occasionnellement se nourrir de la moule d'eau douce, moule zébrée , bien que les calories apportées par cette nourriture sont en partie consommé par l'énergie dépensée à décrocher et ouvrir la moule. Une expérience a été faite[1] avec film au rayon X de l'ingestion et avec une électromyographie (comme cela avait déjà été fait chez la carpe commune)[2]) pour voir comment et en combien de temps la moule était ouverte dans la bouche de la brème, il a été montré que la brème essaye de décrocher la moule du substrat par de rapides mouvements de succion. Si en deux secondes la moule ne s'est pas détachée, la brème abandonne et tente éventuellement la même opération sur une autre moule. La moule est ensuite aspirée (par le même genre de mouvements rapidement répétés de succion que ceux utilisés pour arracher la moule du substrat, mouvement proche de ceux observés chez les cyprinidés  en général[3]), puis elle est positionnée (dans le sens de la longueur, avec une orientation rotrocaudale) dans la bouche au moyen des muscles palatins et des organes postlinguaux, comme chez la carpe commune [4],[5] de manière à être écrasée (mastication pharyngiale). Parfois la brème recrache la moule et la réaspire. Une fois la moule bien positionnée, le poisson cherche à la fracturer, tout en la faisant tourner sur elle-même. À chaque pression, il ouvre la bouche. Si la moule n'entre pas dans la cavité masticatoire buccale du poisson, il la recrache et s'en désintéresse. Le film au rayon X montre que le poisson avale aussi quelques morceaux de coquille. Les gros gardons sont capables de réaliser la même opération mais avec un temps et un rythme différent.
- Reproduction : en mai-juin.